# Orosius
Paulus Orosius (° ± 385 – † ± 420), was een Romeinse schrijver, die geboren werd in Gallaecia (waarschijnlijk in Braga in Noord-Portugal). Zijn werken zijn van geschiedkundige en theologische aard. 

## Biografie en werken

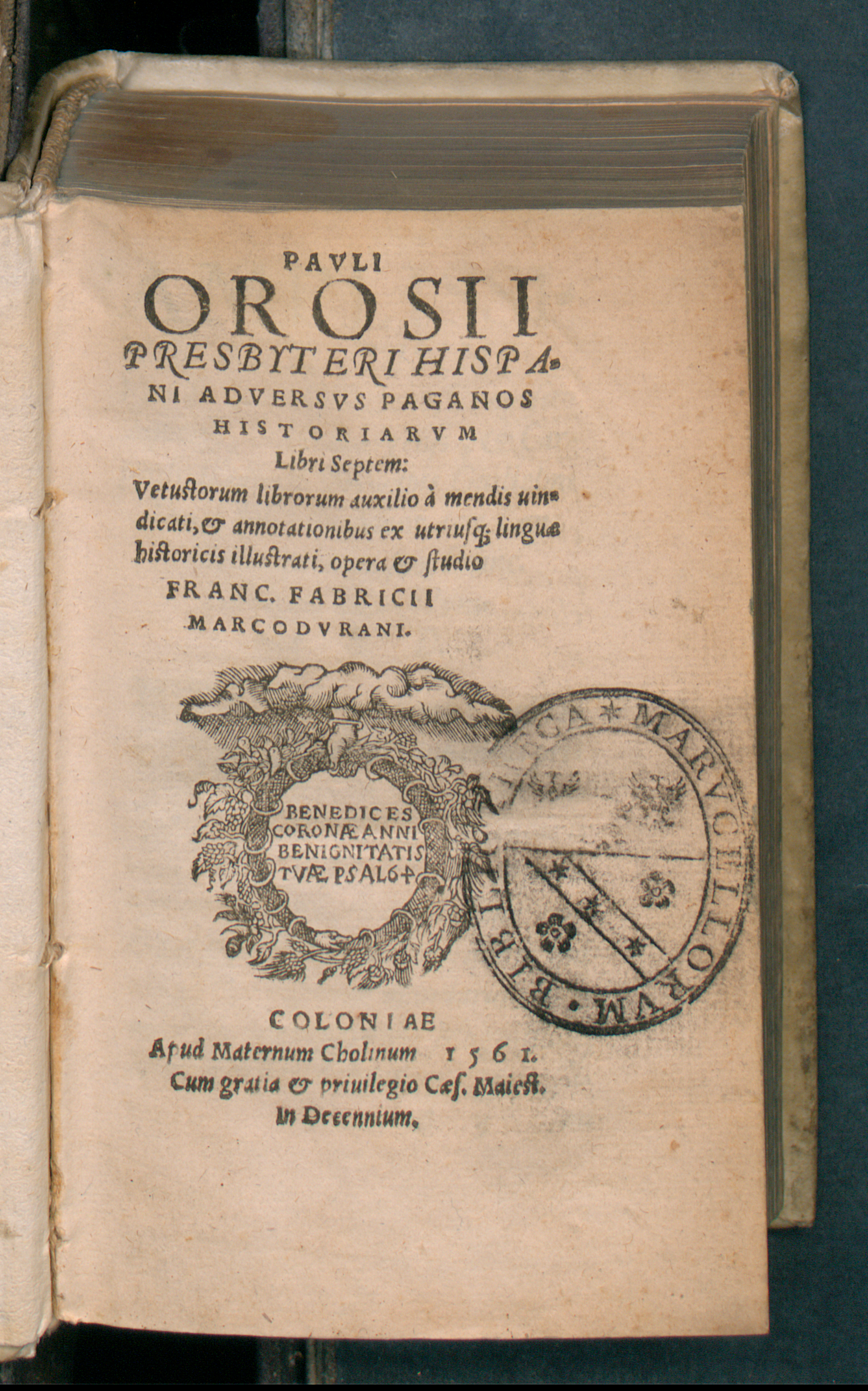
Historiae adversus paganos, 1561

Men kent slechts enkele jaren uit zijn leven, nl. van 414 tot ca. 417 of 418. Reeds op jonge leeftijd was hij christelijk presbyter geworden. In 414 verliet hij zijn vaderland en trok naar Hippo Regius, een kuststad in het huidige Algerije. Mogelijk vluchtte hij voor de invallende Vandalen, maar de precieze reden voor zijn migratie is niet bekend. Daar werd hij leerling van Augustinus van Hippo. Zijn theologische geschrift De errore Priscillianistarum et Origenistarum werd door Augustinus beantwoord met Contra Priscillianistas et Origenistas. Hierin ging het over het Priscillianisme en het Origenisme, twee stromingen van ketterij, met als voornaamste onderwerp de vraag of de ziel al dan niet door God uit het niets geschapen is.
Orosius ging vroeg in het jaar 415 naar Hiëronymus, een bisschop in Palestina, voor meer antwoorden en een bredere opleiding. Hij kreeg hiervoor een aanbevelingsbrief mee van Augustinus. Op dat moment verspreidde het pelagianisme zich sterk, en daartegen ging Orosius zich samen met Augustinus en Hiëronymus verzetten. Het pelagianisme ontkende onder meer de erfzonde, een door Augustinus fel verdedigd dogma. Zo kwam Orosius in botsing met de bisschop van Jeruzalem, Johannes, een aanhanger van Pelagius. Deze riep hen samen voor een bijeenkomst in Jeruzalem, waar Orosius de visies van Augustinus en Hiëronymus uiteenzette. Johannes beschuldigde Orosius van goddeloosheid en legde dit ook voor bij paus Innocentius I. Ter verdediging van die beschuldiging en om zijn standpunt duidelijk te maken, schreef Orosius daarop zijn Liber apologeticus contra pelagianos. 
Op het einde van 415 wilde Orosius terug naar huis keren, maar hij kreeg nog enkele taken van Hiëronymus mee, o.a. het bezorgen van enkele brieven. Hij nam ook de relikwieën mee van de heilige Stefanus, die Orosius in Minorca liet onder de hoede van bisschop Severus. Toen ontving hij echter berichten over de slechte toestanden in Spanje en hij besloot dan maar terug naar Hippo Regius te gaan, bij Augustinus.
Daar begon hij in opdracht van Augustinus met zijn Historiae adversum paganos in zeven boeken dat hij rond eind 417, begin 418 voltooide. Hierin beschrijft hij de geschiedenis van de zondeval tot zijn tijd. Dit is tevens zijn grootste werk en het had als basisgedachte dat de tijden verbeteren naarmate het christendom er op vooruitgaat. Het is ook een apologetische geschiedenis, waarin hij de beschuldigingen van niet-christenen probeerde te weerleggen dat alle rampspoed van die tijd, en met name de plundering van Rome door Alarik I in 410, het gevolg was van het ongeloof in de traditionele goden, en dus de schuld van het christendom. Orosius was door dit werk de eerste christelijke geschiedschrijver. In 494 keurde paus Gelasius I de zeven boeken goed en ze vonden veel bijval tijdens de middeleeuwen. Later werd zijn werk echter als onbelangrijk beschouwd. Vandaag heeft het werk slechts historisch belang wat betreft het gedeelte dat over zijn eigen tijd handelt. Na dit werk is er van Orosius ons niets meer bekend.

## Waardering
Orosius deelde de wereldgeschiedenis in in vier grote perioden, en deze indeling heeft gedurende vele eeuwen de historiografie bepaald. Zijn grootste waarde als historicus ligt echter in het feit dat hij als bronnen onder meer voor ons verloren gegane gedeelten uit het werk van Titus Livius en uit Tacitus' Historiae heeft gebruikt.

## Bron
- Hermann Schreiber, De Goten, vorsten en vazallen, Amsterdam 1979, pag. 128.
- A. Souter, art. Orosius, in The Oxford Classical Dictionary
- Pauly, A., G. Wissowa en W. Kroll (1939) Paulys Realencyclopädie der classischen Altertumswissenschaft: neue Bearbeitung von Georg Wissowa. München: Druckenmüller, band 18, vol. 1, pp. 1186–1188.